# The Nixe

## Geschiedenis
The Nixe was van 1979 tot maart 1984 een Nederlandse punkband band uit Utrecht. Na het zien van de Utrechtse punkband The Duds werd besloten om een band te beginnen. Op 14 juni 1979 traden Nixe (na twee keer oefenen) samen met de Lullabies op. De gezongen teksten gingen over het vrouw-zijn, met een feministische ondertoon. Het was mogelijk de eerste punkband in Nederland die geheel uit een vrouwelijke bezetting bestond. Omdat ze veel op vrouwenfestivals speelden kregen ze een het etiket vrouwenband opgelegd, terwijl de band zich niet per se als "politiek" wilde profileren. In november 1980 werd er in Utrecht het "Rock tegen de rollen" festival gehouden met onder anderen de Nixe. In 2008 werd een reünieoptreden gedaan in de EKKO. De band kreeg wereldwijde aandacht door bijdragen aan verzamelalbums zoals de Killed by Death reeks uit de Verenigde Staten en het I'm Sure We're Gonna Make It album uitgebracht op Epitaph Records.

## Bezetting
- Ilva Poortvliet (zang)
- Nikki Meijerink (bas)
- Marian De Beurs (gitaar)
- Simone Luken (drums)

## Discografie
- Bijdragen aan Utreg Punx E.P. - (7", ep) - Rock Against Records 1980	[9]
- The Nixe E.P. - (7", ep) Rock Against Records	1981
- Bijdragen aan Parkhof 11-4-81 - (lp, album) 1981
- Bijdragen aan verzamelalbum I'm Sure We're Gonna Make It op Epitaph Records 1996
- The Nixe - verzamelalbum Polly Maggoo Records 2008
- Bijdragen aan verzamelalbum I Don't Care (Dutch Punk 1977-1983) (dubbel-cd) Pseudonym 2016
- Bijdragen aan verzamelalbum I Don't Care Volume 2 - Dutch Punk 1977-1983  Pseudonym 2016